# Cricotopus tokunagaia
Cricotopus tokunagaia är en tvåvingeart som beskrevs av Hirvenoja 1973. Cricotopus tokunagaia ingår i släktet Cricotopus och familjen fjädermyggor. Inga underarter finns listade i Catalogue of Life.